# Biserica „Sfinții Apostoli” din Alexandria
Biserica Sfinții Apostoli Petru și Pavel este un monument istoric de arhitectură situat pe strada Libertății nr. 119 din orașul Alexandria, județul Teleorman. Monumentul este înscris pe lista monumentelor istorice cu cod LMI TR-II-m-B-14258.
Ridicată din donații obstești, cu contribuția primăriei și cu insistența și stradania episcopilor, a fost zidită între anii 1842-1845 din dorința unor inimoși întemeietori ai orașului, care-și găsesc odihna veșnică în curtea bisericii. A fost reclădită între anii 1902-1904 și renovată mai târziu, între anii 1930-1934.

## Galerie de imagini

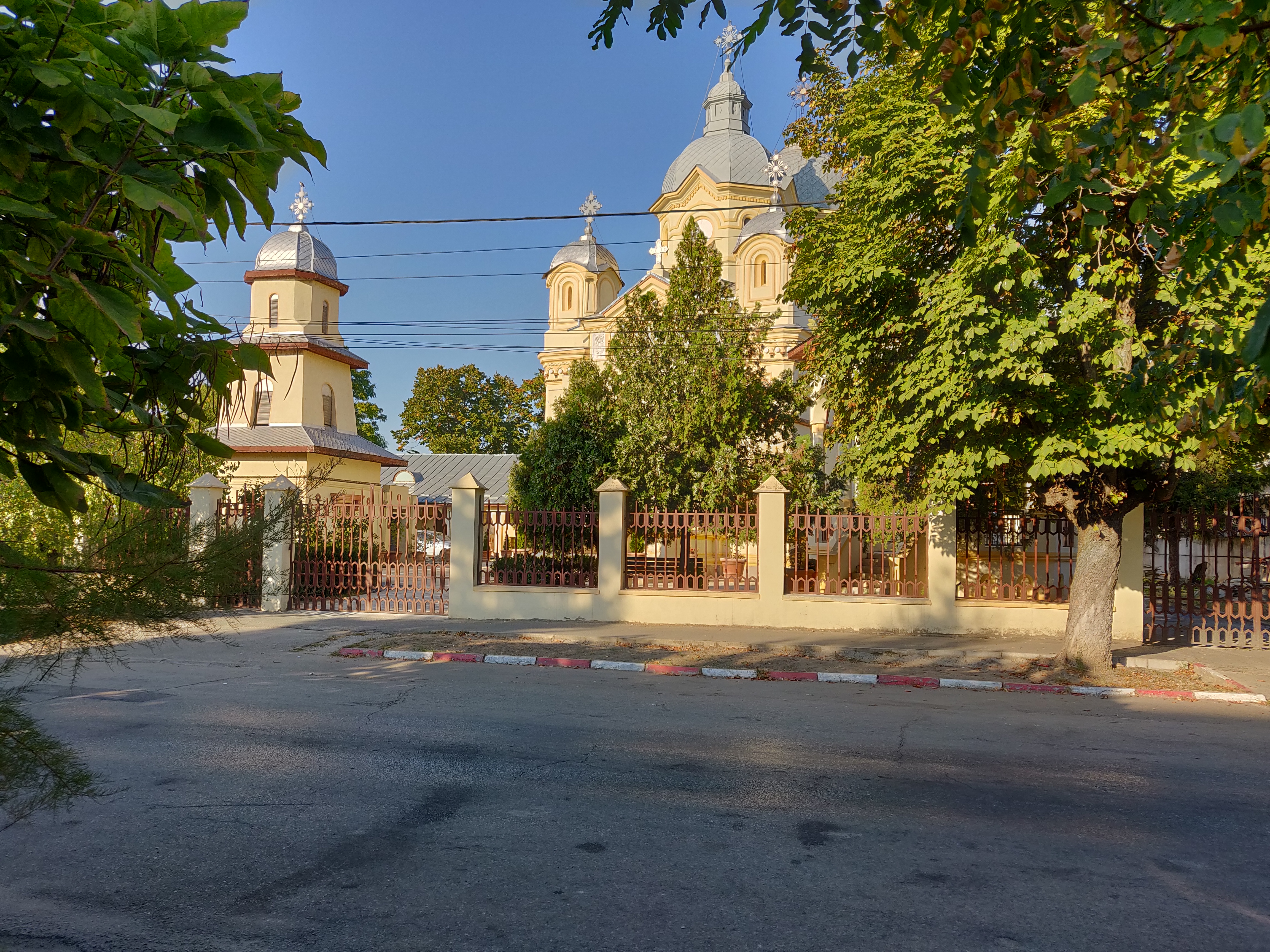
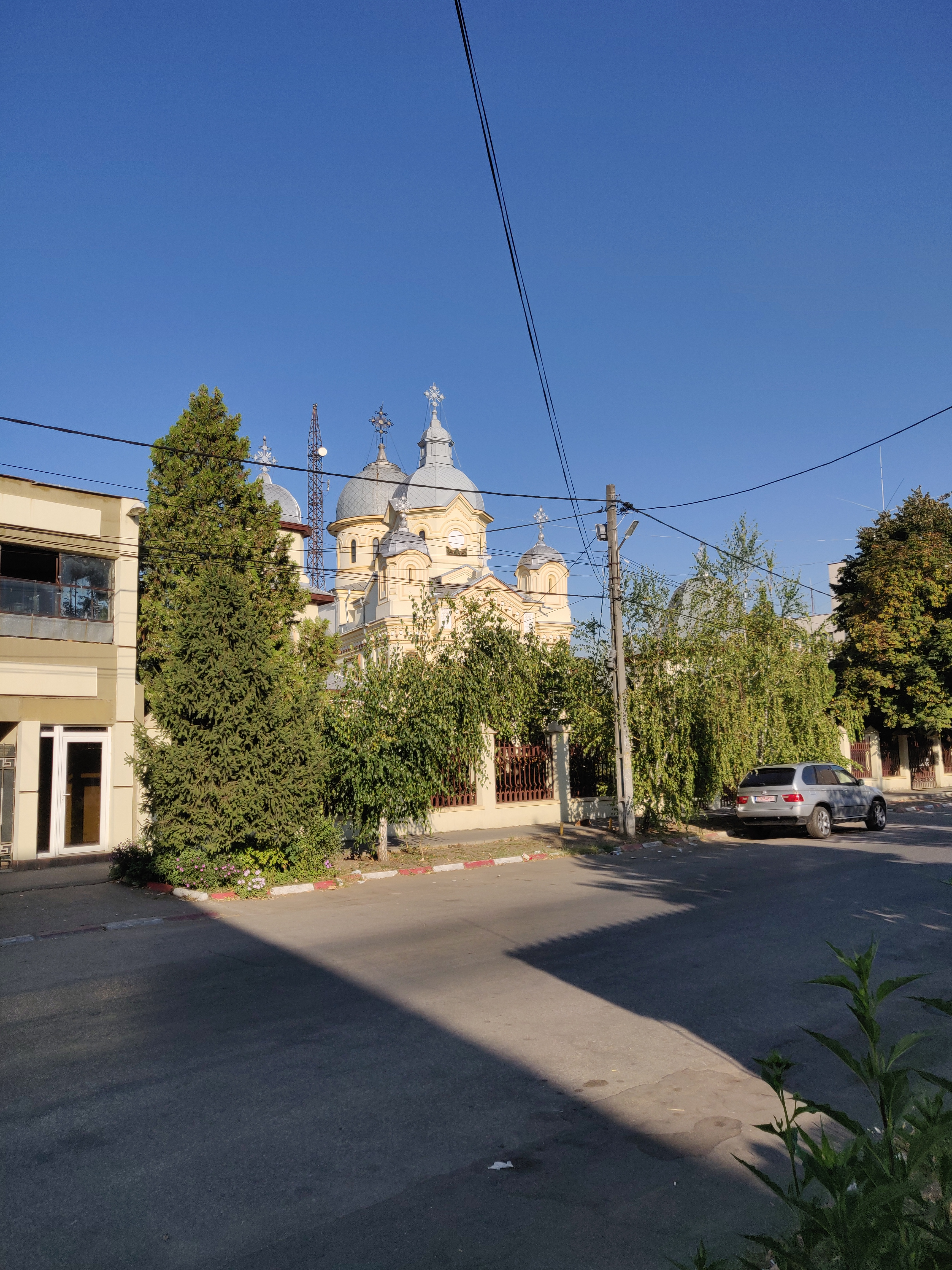

## Legături externe
- Biserica Sf. Apostoli Petru si Pavel din Alexandria: Obiective turistice Teleorman